# Чорнобильська мадонна

Пам'ятник знак «Чорнобильська мадонна»

«Чорнобильська мадонна» — пам'ятний знак жертвам Чорнобильської катастрофи в Києві, поруч з Національним музеєм «Чорнобиль» за адресою пров. Хорива, 1. Встановлений в 1996 році. Автори — скульптор Леонід Верстак та архітектор Анатолій Гайдамака.

## Опис
Пам'ятник знак розташований ліворуч від входу до музею «Чорнобиль», звернений до провулку Хорива. Являє собою архітектурно-скульптурну композицію: три напівкруглі арки, викладені з червоної цегли, утворюють обрамлення для встановленої під центральною аркою бронзової стилізованої постаті жінки, яка стоїть зі схиленою головою у довгому вузькому вбранні, що спадає до ніг, залишаючи відкритими босі ступні; руки молитовно притиснуті до грудей. У центрі жіночої постаті вміщено фігурку немовляти з простягнутими руками. У бічних арках закріплені два бронзові дзвони. Композиція асоціюється з іконописним образом, архітектурне обрамлення — з мотивами давньоруського храму.
Мистецтвознавець Галина Скляренко описує художні особливості скульптури:
|  | Художнє вирішення скульптури вирізняється чіткістю й лаконічністю силуету, строгою узагальненістю пластики, в якій переважають гладенькі поліровані поверхні, підкреслені зламами конструктивно виявлених об'ємів. |

Висота скульптури становить 2,3 м, висота арок — 3,5 м, ширина — 1,2 м.